# Siła strachu (film 2005)
Siła strachu (ang. Hide and Seek) – niemiecko-amerykański thriller w reżyserii Johna Polsona, aktora i reżysera, który jest także organizatorem i fundatorem „Tropfest” – największego australijskiego festiwalu poświęconego filmom krótkometrażowym. Scenariusz do filmu napisał Ari Schlossberg, który filmem Siła strachu zadebiutował jako scenarzysta.

## Fabuła
David Callaway (Robert De Niro) wraz z żoną i córką Emily wiodą na pozór szczęśliwe rodzinne życie. David, jako zapracowany psycholog ma niewiele czasu dla rodziny. Emily zajmuje się głównie matka, z którą dziewczynka jest bardzo zżyta. Sielanka kończy się, gdy niespodziewanie matka Emily popełnia samobójstwo. W trosce o dobro córki David decyduje się na przeprowadzkę na wieś. Ma nadzieję, że zmiana otoczenia oderwie dziewczynkę od bolesnych wspomnień. Jednak bardzo szybko okazuje się, że przeprowadzka ta przysporzy rodzinie jeszcze większych zmartwień. Wszystko to za sprawą tajemniczego Charliego, postaci z którą zaprzyjaźnia się dziewczynka, a którą początkowo wydaje się być jedynie wyimaginowana. Niestety Charlie wciąga Emily w tajemnicze i straszne wydarzenia, którym nie może zapobiec nawet ojciec dziewczynki.

## Premiera
Premiera filmu na świecie miała miejsce 27 stycznia 2005 roku, a w Polsce 11 marca 2005 roku.

## Obsada
- Robert De Niro – Doktor David Callaway
- Dakota Fanning – Emily Callaway
- Famke Janssen – Katherine
- Elisabeth Shue – Elizabeth
- Amy Irving – Alison Callaway
- Dylan Baker – szeryf Hafferty
- Melissa Leo – Laura
- Robert John Burke – Steven
- David Chandler – pan Haskins
- Molly Grant Kallins – Amy
- Jake Dylan Baumer – niezrównoważony emocjonalnie chłopiec
- Alicia Harding – kelnerka (niewymieniony w czołówce)
- Josh Flitter – mały chłopiec (niewymieniony w czołówce)
- Rose Pasquale – kobieta na stacji benzynowej (niewymieniony w czołówce)
- James McCaffrey – Charlie (niewymieniony w czołówce)
- Brendan Sexton III – sprzedawca w sklepie (niewymieniony w czołówce)

## Twórcy
- John Polson (Reżyseria)
- Ari Schlossberg (Scenariusz)
- Dariusz Wolski (Zdjęcia)
- Christopher Young (Muzyka)
- Jeffrey Ford (Montaż)
- Steven J. Jordan (Scenografia)
- Beth Kushnick (Dekoracja wnętrz)
- Aude Bronson-Howard (Kostiumy)
- Emily Beck (Dyrektor artystyczny)
- Amanda Mackey Johnson (Casting)
- Cathy Sandrich (Casting)
- Barry Josephson (Produkcja)
- Joseph M. Caracciolo Jr. (Producent wykonawczy)

## Realizacja
Reżyser John Polson w celu stopniowego wzmacniania napięcia wykorzystał światło, ruchy kamery, muzykę, różne dźwięki i odpowiednią scenografię. Skutkiem czego pierwsze dwie trzecie filmu charakteryzuje spokojna atmosfera, która w ostatniej części zmienia się w pełną grozy i napięcia.
W początkowych partiach filmu Dariusz Wolski odpowiedzialny za zdjęcia, odpowiednio używa światła, aby nastrój panujący w filmie był jak najbardziej optymistyczny. Jednak kiedy sytuacja rodziny zaczyna się zmieniać wtedy także kamera zaczyna dynamiczniej się poruszać. Dzięki temu podkreślona zostaje natura lęków bohaterów.
Nad rysunkami Emily czuwał scenograf Steven Jordan. Chodziło o to, aby wraz z rozwojem akcji one także budziły coraz większy niepokój wśród widzów. Dlatego też na początku rysunki są ładne i spokojne. Natomiast wraz z zacieśniającą się przyjaźnią dziewczynki z Charliem zaczynają budzić coraz większą grozę.
John Ottman, który komponował muzykę do filmu napisał partyturę orkiestralną, która podkreśla nastrój grozy w filmie. Do muzyki dołączone zostały wokale Dakoty Fanning, które przewijają się przez cały film.